# Ziva Rodann
 (avril 2020).
Si vous disposez d'ouvrages ou d'articles de référence ou si vous connaissez des sites web de qualité traitant du thème abordé ici, merci de compléter l'article en donnant les références utiles à sa vérifiabilité et en les liant à la section « Notes et références ».
Ziva Rodann (née Ziva Blechman le 2 mars 1933), connue d'abord sous le nom de Ziva Shapir, est une actrice israélo-américaine cinéma hollywoodienne et une artiste mime. Elle figure une actrice invitée fréquente des séries télévisées de la fin des années 1950 à la fin des années 1960.
Le Canadian Jewish Chronicle la décrit comme «la première actrice israélienne à avoir signé un accord à long terme avec un grand studio de cinéma».

## Filmographie

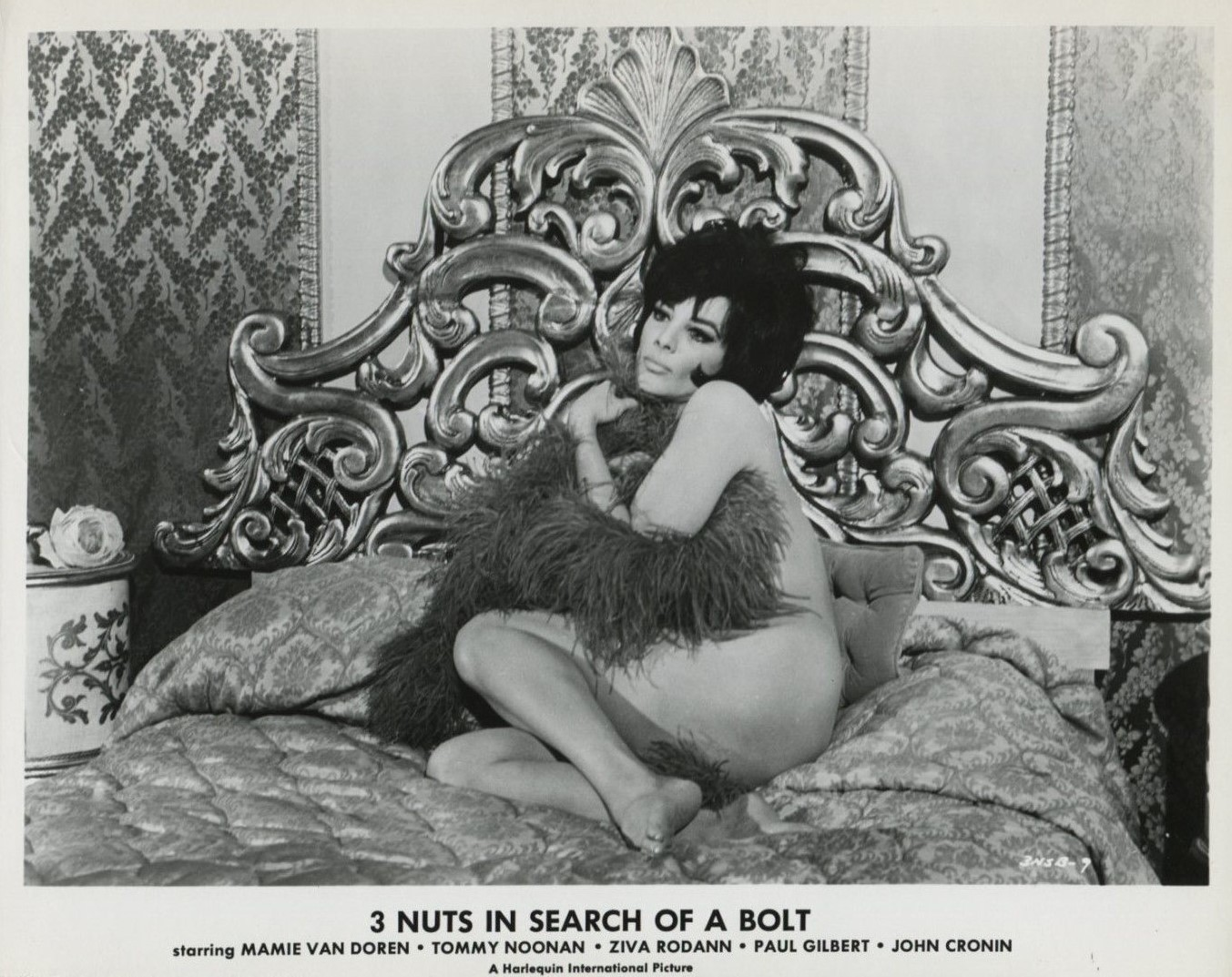
Ziva Rodann dans 3 Nuts in Search of a Bolt.

### Cinéma
- 1957 : Pharaoh's Curse : Simira
- 1957 : La Robe déchirée (The Tattered Dress) : Une femme dans le train
- 1957 : Porte de Chine (China Gate) : Une femme indochinoise
- 1957 : Courage of Black Beauty : Janet Corday
- 1957 : Quarante tueurs (Forty Guns) : Rio
- 1957 : Teenage Doll : Eva
- 1957 : The Story of Mankind : La concubine égyptienne
- 1958 : Les Frères Karamazov (The Brothers Karamazov) : Une chanteuse gypsy
- 1959 : Le Dernier train de Gun Hill (Last Train from Gun Hill) : Catherine Morgan
- 1959 : Le témoin doit être assassiné (The Big Operator) : Alice McAfee
- 1959 : Blood and Steel : Une indigène
- 1960 : Le Géant de Thessalie (I giganti della Tessaglia) : Creusa
- 1960 : College Confidential : Gogo Lazlo
- 1960 : La vie privée d'Adam et Eve (The Private Lives of Adam and Eve) : Passiona
- 1960 : Macumba Love : Venus de Viasa
- 1960 : L'Histoire de Ruth (The Story of Ruth) : Orpah
- 1962 : La vallée de la colère (Samar) : Ana Orteiz
- 1963 : Les Saintes-Nitouches : Shirley Whitehall
- 1964 : 3 Nuts in Search of a Bolt : Dr. Myra Von
- 1967 : 999 Aliza Mizrahi : Mme Green

### Télévision
- 1956 : The Adventures of Hiram Holiday (Série TV) : Marlène
- 1958 : Man Without a Gun (Série TV) : Vita Bonnell
- 1958 : Behind Closed Doors (en) (Série TV) : Jessica Tabor
- 1959 : The D.A.'s Man (Série TV) : Looba Shutsa
- 1959 : Bonne chance M. Lucky (Mr. Lucky) (Série TV) : Elena
- 1959 : Not for Hire (Série TV) : Sita
- 1959 : Bold Venture (Série TV) : Ginny Carr
- 1959 et 1963 : The Third Man (Série TV) : Elena Villano / Syra Taradi
- 1960 : Les Aventuriers du Far-West (Death Valley Days) (Série TV) : Josefa
- 1960 : Have Gun- Will Travel (Série TV) : Princesse Mapuana
- 1961 : Bonanza (Série TV) : Maria Reagan
- 1961 : The Tab Hunter Show (Série TV) : La maharani
- 1961 : Tales of Wells Fargo (Série TV) : Leah Harper
- 1961 : L'Homme à la carabine (The Rifleman) (Série TV) : Maria
- 1961 : The Dick Powell Show (en) (Série TV) : Francesca
- 1961 : The Bob Cummings show (Série TV) : Athena Melos
- 1962 : Hawaiian Eye (Série TV) : Daniele Manet
- 1962 : Perry Mason (Série TV) : Suzanne Granger
- 1962 : The Real McCoys (Série TV) : Carla
- 1962 : The Beachcomber (Série TV) : Maria
- 1963 : Alexander the Great (Téléfilm) : Ada
- 1965 : Rawhide (Série TV) : Pony Valdez
- 1965 : Des agents très spéciaux (The Man from U.N.C.L.E.) (Série TV) : Zia
- 1965 : L'Homme à la Rolls (Burke's Law) (Série TV) : Princesse Dana Ransputa
- 1966 : Batman (Série TV) : Nefertiti
- 1967 : Mr. Terrific (Série TV) : Christina
- 1968 : Off to See the Wizard (Série TV) : Ada
- 1969 : Mirror, Mirror Off the Wall (Téléfilm) : Elena